# Maurice Pedro Muteba Mwanza
 (janvier 2020).
Si vous disposez d'ouvrages ou d'articles de référence ou si vous connaissez des sites web de qualité traitant du thème abordé ici, merci de compléter l'article en donnant les références utiles à sa vérifiabilité et en les liant à la section « Notes et références ».
Maurice Pedro Muteba Mwanza né le 9 avril 1998 est un joueur de football congolais, évoluant au poste de milieu de terrain.

## Carrière
Mwanza a commencé sa carrière en 1998 au Imana DCMP en championnat de République démocratique du Congo.
En 2001, Mwanza rejoint la Russie, au club FK Anji Makhatchkala, devenant le premier joueur congolais à évoluer dans le championnat russe. Pour l'équipe principale d'Anji, Mwanza n'a joué qu'un seul match. À la fin de la saison, il quitte le club pour évoluer avec le club biélorusse de FK Torpedo Mahiliow.
En 2004, Mwanza a rejoint le club azerbaïdjanais MKT-Araz. En 2006, Mwanza a quitté Araz pour rejoindre lANT e club AZAL PFK Bakou, où il a joué 14 matchs et marqué 2 buts. De 2007 à 2012 (en de 2009 à 2010 sans contrat), le Congolais a joué pour le club de Chypre du Nord du Tatlısu Halk Odası.